# Palacio Real Menor de Barcelona
El Palacio Real Menor de Barcelona (también Palacio de la Condesa) fue un edificio de Barcelona, del que nada más se conservan algunos restos en la actualidad. Estaba ubicado en lo que ahora es la calle Ataulfo, entre Vía Layetana, la plaza de San Miguel, La Rambla y el paseo de Colón, en el barrio Gótico de la ciudad.

## Nombre
Se lo conoce como «Palacio Real Menor de Barcelona» (en catalán Palau Reial Menor de Barcelona) o  «Palacio de la Condesa» (en catalán Palau de la Comtessa).
El nombre de Menor le venía por haber sido hábitat para el rey tras el Palacio Real Mayor situado en la plaza del Rey, no por sus medidas, porque tanto por su tamaño como por la importancia artística era superior a este.

## Historia
Su origen se remonta a la donación que Ramon Massanet hizo en la Orden del Templo de una casa amurallada y almenada construida parcialmente con los muros de la antigua muralla barcelonesa romana y tocando al castillo de Regomir, en ese entonces, tener el convento cerca de una puerta de la muralla era una costumbre de los templarios, tal como también hacían en Valencia.
Las obras se iniciaron hacia 1134 y cuando la Orden de los Templarios fue disuelta el edificio pasó primero a la Orden de los Caballeros de San Juan del Hospital y más tarde fue cambiando de mano hasta llegar a ser posesión real y convertirse en el que se denominó Palacio Real Menor siendo uno de los edificios medievales más interesantes de Barcelona.

## Características generales
A lo largo de su existencia, el edificio llegó a reunir diversos estilos arquitectónicos, desde el romano hasta el barroco. Tres puertas daban acceso a una gran plaza con diversos edificios como torres, iglesias y jardines. Tenía un gran salón parecido al Salón del Tinell, llamado Sala de los Caballos, que se llegó a utilizar como teatro. Gracias a diversas pinturas de mediados del siglo xix se puede observa la majestuosidad del edificio, que fue degradándose hasta su derribo en el siglo xix.

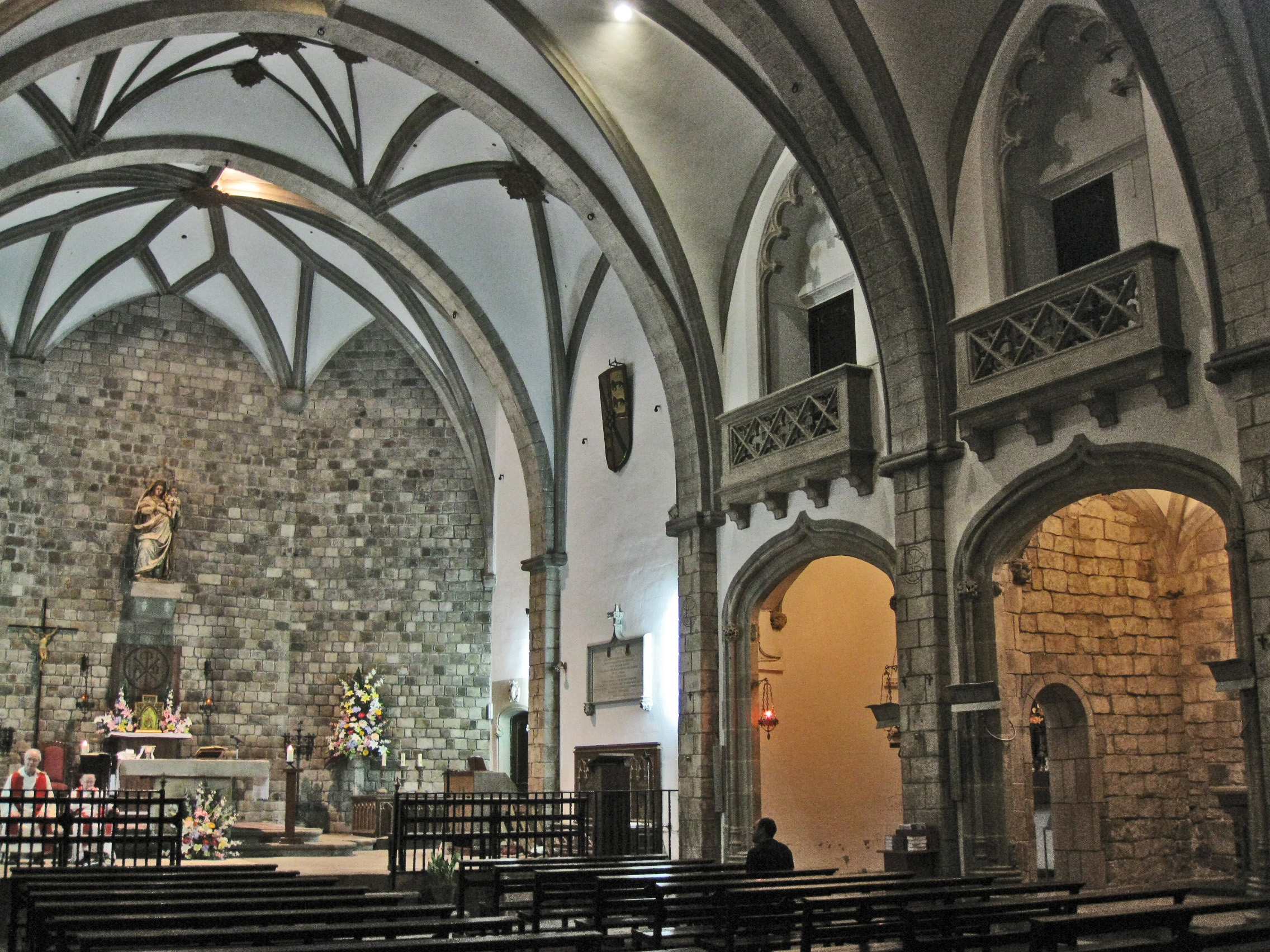
La capilla del palacio, uno de los pocos restos que quedan del antiguo Palacio Real Menor, hoy iglesia de la Madre de Dios de la Victoria.

En la actualidad no queda gran cosa del edificio. Los restos principales son la capilla del Palacio Real, que antes fue la Capilla del Convento de los Templarios y reconstruida en el siglo xvi por la familia Requesens. Hoy, con la fachada muy restaurada, es una iglesia en el número 4 de la calle Ataulfo, con interesantes muestras artísticas del momento como la imagen de mármol de la Madre de Dios de la Victoria, obra renacentista del escultor Martín Díez de Liatzasolo.
No a mucha distancia que otro de los restos del Palacio, una solitaria puerta al fondo de la calle Timón. Según algunas fuentes era la puerta que conducía a los jardines y al huerto del Palacio, según otros, atravesaba la muralla permitiendo comunicar el convento templario directamente con el exterior y habría sido construida con autorización del rey Jaime I de Aragón, por la estima que tenía a la orden de caballería que le había llamado y educado.